# Here We Stand
Here We Stand ist das zweite Studioalbum der schottischen Rockband The Fratellis. Es wurde im Juni 2008 veröffentlicht.

## Im Vorfeld
Im April 2008 ließen die Fratellis verlauten, dass sie im Juni – nur knapp über ein Jahr nach dem Debüt – ein zweites Album veröffentlichen würden. Kurze Zeit später wurde auf der offiziellen Internet-Seite der Termin, später dann auch der Name des Werks angekündigt.
Sänger Jon Fratelli erklärte im Vorfeld: "Wir sind definitiv härter geworden. Ich erkenne die Band des ersten Albums kaum noch wieder." In einem Interview mit der Zeitung Scotland on Sunday sagte er außerdem: "Costello Music klang am Ende nicht mehr nach uns. Normalerweise sind wir härter. Und die Songs, die wir jetzt geschrieben haben, gehen mehr in diese Richtung."
Am 26. Mai kam die erste Single, Mistress Mable auf den Markt.

## Das Album
Das Album enthält in der UK-Edition 11 Tracks, die alle von Leadsänger und Gitarrist Jon Fratelli (John Lawler) geschrieben wurden.
1. My Friend John
"Der schizophrenste Song, der jemals geschrieben wurde." – Jon Fratelli
"Der Opener My Friend John rockt ebenfalls einfach nur nach vorne" – Koelner.de
"Galoppierende Gitarrenriffs mit Sixties-Flair kündigen My Friend John an." – Pop-Report
2. A Heady Tale
"Vielleicht ist es mein Lieblings-Song auf dem Album und die Leute lieben es live. Ich denke, es wird noch ganz groß und es hatte einen riesigen Einfluss auf den Rest der Platte." – Jon Fratelli
"Dynamisch und vom Piano getrieben ist das von The Who inspirierte A Heady Tale" – Koelner.de
"Ich bin echt stolz, wie sich A Heady Tale entwickelt hat. Warum hat noch nie jemand die Chance genutzt, mit so einem Bar-Room-Piano zu arbeiten? – Jon Fratelli
3. Shameless
"Ich bin ziemlich stolz auf den Text. Es geht darum, sich umzuschauen und festzustellen, dass alle anderen Bands so etwa 19 sind – und wir zehn Jahre älter als die." – Jon Fratelli
"Shameless klingt wie eine Fortsetzung von Chelsea Dagger." – Pop-Report
"Tracks wie (...) Shamless erinnern an ehrlichen Rock 'n' Roll mit einfachen Rhythmen in guter alter What-ever-you-want-Manier." – Koelner.de
"Lieder wie Shamless gewinnen mit jedem Mal Hören an Partyprofil". – roteraupe.de
4. Look out Sunshine!
"Wenn Neil Diamond bei Oasis gespielt hätte, hätte sich das wahrscheinlich angehört wie Look out Sunshine! – Jon Fratelli
5. Stragglers Moon
"Eines meiner Lieblingslieder auf dem Album. Es ist keine Single, aber man will es sich wieder und wieder anhören." , "Es hat die Schärfe von Pink Floyd und den Beatles – Jon Fratelli
6. Mistress Mable
"Dieser Song ist der totale Blödsinn. Also wäre es auch sinnlos gewesen, ein ordentliches Video zu drehen.", "Textlich gesehen ist es der einzige Song, der totaler Unsinn ist." – Jon Fratelli
"(...) läuft beim Putzen und Abspülen nett im Hintergrund, gräbt aber eben auch keine Spuren in die Gehörgänge, wie schon die Single Mistress Mable hervorragend belegt." – whiskey-soda.de
"Die erste Singleauskopplung Mistress Mable (...) überzeugt mit harten Gitarrenriffs und Bar-Room-Piano-Klängen. – Koelner.de
"Die erste Single, Mistress Mable wird jedem Klassik-Rock-Fan zur Freude gereichen." – Pop-Report
"Mistress Mable wäre nicht meine Wahl für die erste Single gewesen. Aber ich kann verstehen, warum das Label so entschieden hat. Es rettete sie auf die sichere Seite." – Jon Fratelli
"Einziger Lichtpunkt der ganzen Here-We-Stand-Angelegenheit ist, dass die erste Single, Mistress Mable zumindest schöne Klavierpassagen beherbergt." – motor.de
7. Babydoll
"Es ist nicht das Stärkste, das ich jemals geschrieben habe, aber die Melodie geht ins Ohr." – Jon Fratelli
"Schunkelnder Folk-Song" – Pop-Report
"Lediglich bei Babydoll muss man zugeben: Wow, eine ganze Platte davon und die Welt wäre gerettet. Nicht nur der Sommer!" – whiskey-soda.de
8. Tell me a Lie
"Das ist ein Seitenhieb auf mich und die Presse. Wir haben in letzter Zeit so viele Lügen erzählt, weil wir zu faul waren, die Wahrheit zu sagen. Ich bereue es. Jeder, der denken kann, hat gemerkt, dass wir Mist erzählt haben. Das Lied ist ein Geständnis. Aber es klingt nicht so, weil es ein großer Rock-Song ist. Es ist der heftigste, den wir bisher gemacht haben." – Jon Fratelli
"Mit Tell me a Lie gibt es dann wieder etwas Glam-Rock dazu." – Koelner.de
"Ausreißer aus dem bewährten Schema (ist) Tell me a Lie, das mit bleischweren Metal-riffs durch furiose Rhythmuswechsel gescheucht wird." – Pop-Report
9. Acid Jazz Singer
"Ich war aufgeregt, als ich das geschrieben habe. Ich bin stolz auf den Text." – Jon Fratelli
10. Lupe Brown
"Das ist wieder so eins, bei dem ich gewusst habe, dass es gut wird. Es ist der singbarste Refrain, den wir je gespielt haben." – Jon Fratelli
11. Milk and Money
"Als ich geschrieben habe, fand ich, dass es nichts für uns ist, obwohl ich es verdammt gut fand. Mince und Baz haben mich überredet, es dann doch zu nehmen und ich bin froh darüber.", "Es ist der perfekte Schluss und ein starker Abgang. Das Gegenstück zu Henrietta." – Jon Fratelli.
"So etwas wie der Versuch einer Mini-Prog-Symphonie." – Pop-Report

## Einflüsse
In den Medien wurden dem Album viele Einflüsse anderer Bands zugeschrieben. So unter anderem The Who, Status Quo und Led Zeppelin. The Fratellis nennen selber Pink Floyd und The Beatles als Inspirationen.

## Kritiken
Die Kritiken über das Album fielen im Allgemeinen zwar positiv aus, dennoch zeigten sich viele Kritiker in Anbetracht des Debütalbums Costello Music enttäuscht. Allgemein kritisiert wurde der deutliche Stilwechsel der Band.
- "Was Here We Stand mit seinem Vorgänger verbindet ist die ungebremste Melodieverliebtheit aller Songs. Ein in sich geschlossenes Gute-Laune-Werk mit taumeligen Spaß-Melodien" – sallys-net.de

- "Auf Here We Stand klingen The Fratellis ein bisschen nach Green Day. Ein schlichtes Popalbum, das frisch, fröhlich, frei und irgendwie unbedarft vor sich hinspielt und das einige nette Lieder, Melodien und Riffs bereithält, aber nicht so richtig überwältigend ist." – roteraupe.de

- "Treibender Rock gepaart mit maximaler Eingängigkeit ist das Erfolgsrezept des Trios. Diesmal allerdings schert der Tross von 11 Songs ein bisschen zu sehr in die Mitte der Straße aus. Auf der Strecke bleiben dabei ein wenig der Sturm und Drang des überraschenden Debüts." – Pop – Report

- "Auf ungestüme Kompositionen à la Flathead oder Chelsea Dagger zum unbefangenen Mitgrölen bzw. -tanzen muss der Hörer bei Here We Stand verzichten – The Fratellis scheinen reifer geworden zu sein." – Koelner.de

- "Die Fratellis bleiben die Fratellis, verlassen sich allerdings nicht auf ihr Markenzeichen, die Lalala- und Döpdöpdöp-Singalong-Chöre, sondern haben Ordentlich Led-Zeppelin-Energie getankt und setzen verstärkt auf Riffs sowie große Gitarrenmelodien" – Hamburger Abendblatt

- "Zwei Jahre nach dem Debütalbum „Costello Music“ nun das zweite Werk des schottischen Pub-Rock Trios, diesmal selbst produziert. Auf Festivals werden die Jungs wieder gut abräumen und die Biertrinkerfraktion wird neue Mitgrölhits entdecken. Ansonsten gibt es ein paar mehr Gitarren und die musikalischen Vorbilder aus den Sixties treten noch mehr in den Vordergrund. Nun ja …" – Jürgen König, Soundcheck – radio Eins

## Auskopplungen
Als Singles erschienen Mistress Mable (26. Mai 2008), Look Out Sunshine (18. August 2008) und A Heady Tale (22. Dezember 2008).